# Ceratobasidium anceps
Ceratobasidium anceps é uma espécie de fungo pertencente à família Ceratobasidiaceae.